# Pierre François Xavier de Charlevoix
Pierre François Xavier de Charlevoix, francoski raziskovalec, zgodovinar in pedagog, * 29. oktober 1682, St Quentin, † 1. februar 1761, La Fleche.